# Indiase eksterspreeuw
De Indiase eksterspreeuw (Gracupica contra) is een vogel uit de familie van de spreeuwachtigen (Sturnidae) en de orde van de zangvogels (Passeriformes). De indeling in soorten en ondersoorten van deze spreeuw verandert regelmatig. De vogel wordt echter nog vaak Sturnus contra genoemd.

## Kenmerken
De Indiase eksterspreeuw  is gemiddeld 22 cm lang en lijkt op de Siamese eksterspreeuw, Javaanse eksterspreeuw en de zwartkraagspreeuw, soorten uit hetzelfde geslacht. Allemaal soorten met een afwisselend zwart en wit verenkleed. De Indiase eksterspreeuw heeft achter op de kop zwart, terwijl de grotere zwartkraagspreeuw een witte kop heeft en een duidelijke zwarte kraag.

## Verspreiding en leefgebied
De soort komt voor in een groot aantal leefgebieden – meestal open landschappen, rijstvelden, struwelen en tuinen. Het verspreidingsgebied loopt van India, door Zuidwest-China en het noorden van Myanmar.
De soort telt twee ondersoorten:
- Gracupica contra contra: oostelijk Pakistan, noordelijk en centraal India, zuidelijk Nepal en Bangladesh.
- Gracupica contra superciliaris: Manipur, noordoostelijk India, noordelijk, midden en zuidoostelijk Myanmar en zuidwestelijk China.

Eksterspreeuwen in Calcutta
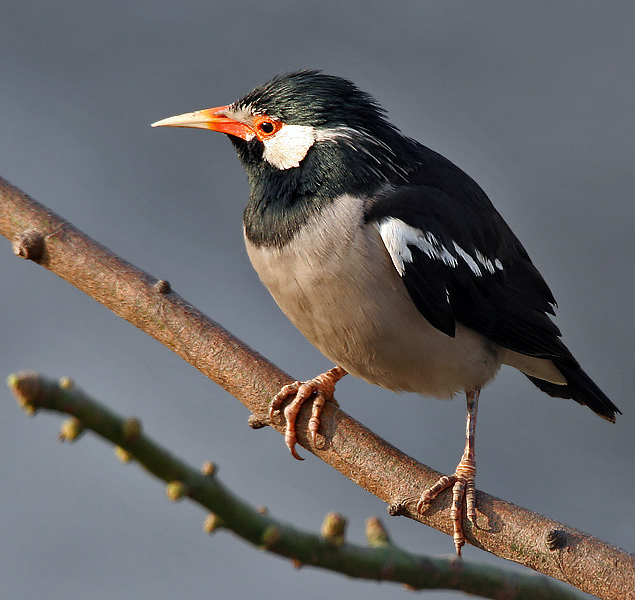
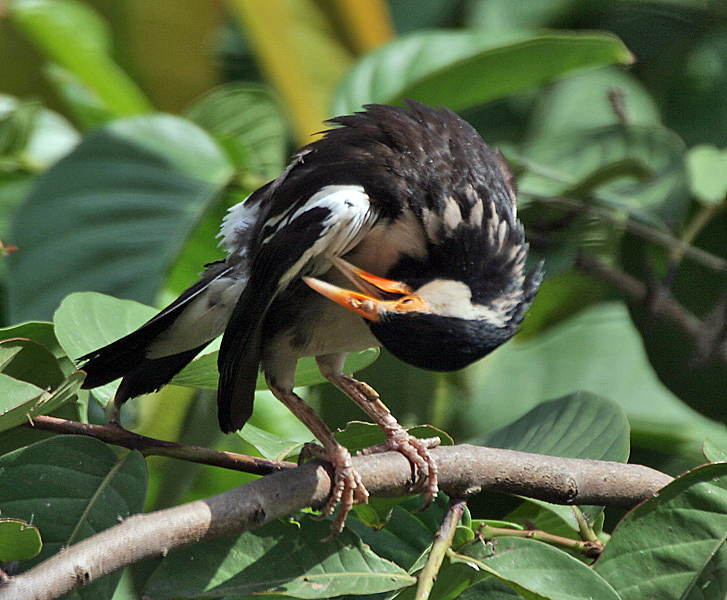
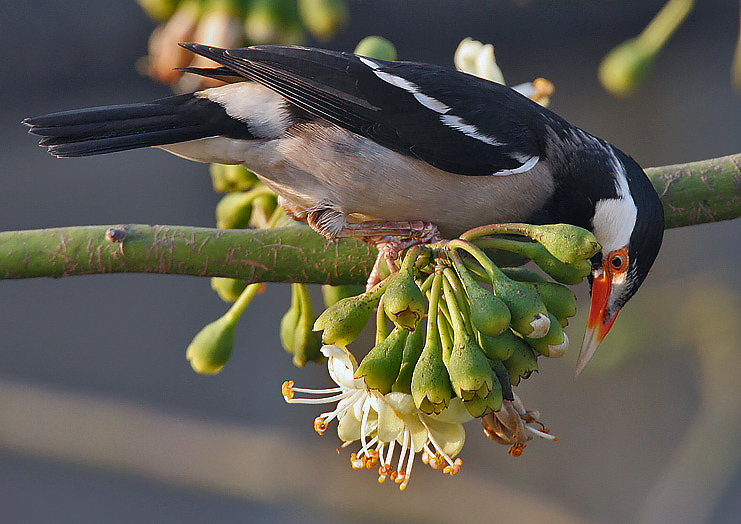
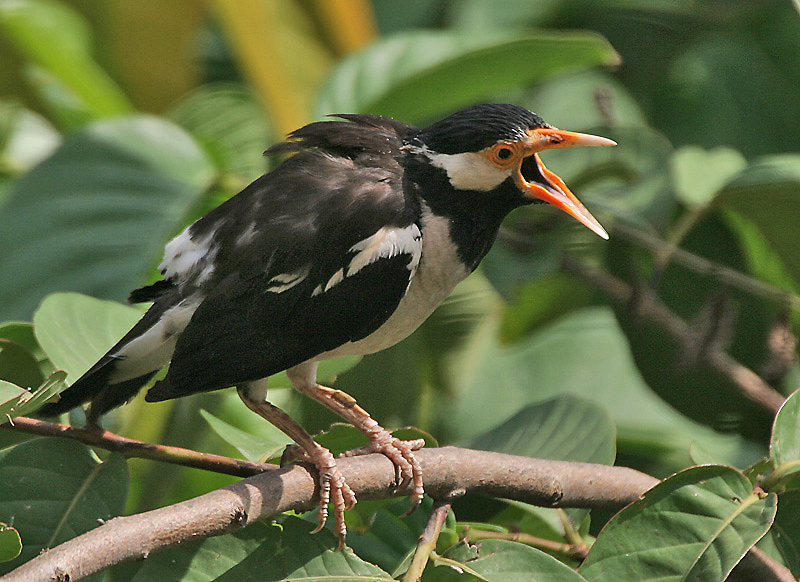
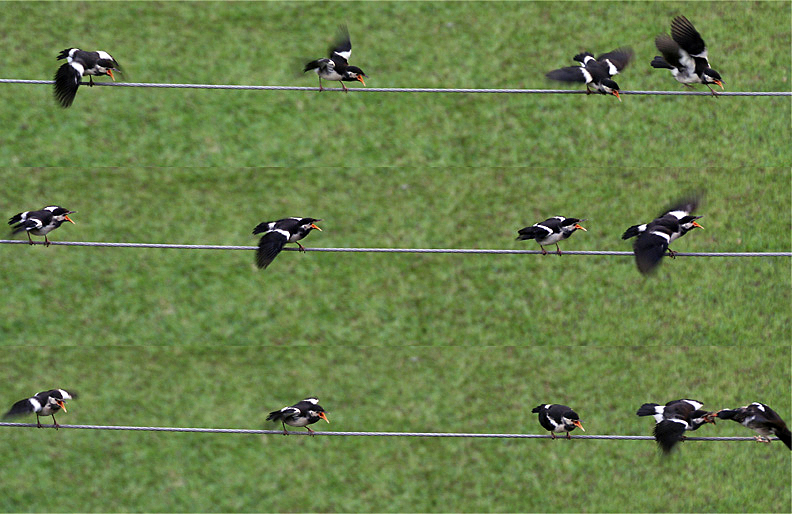
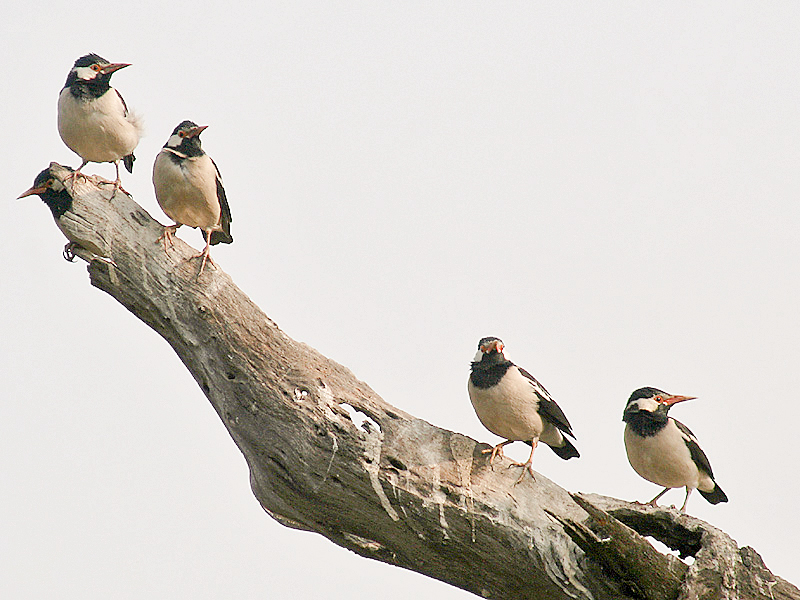
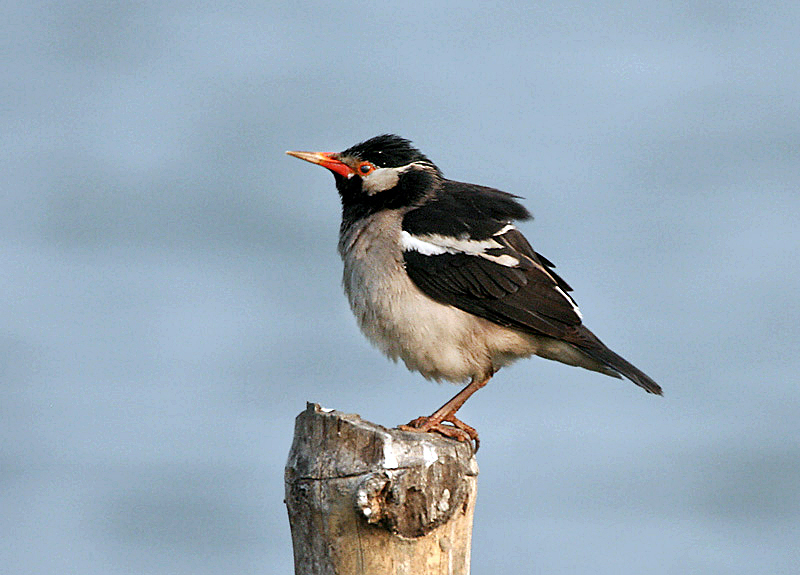
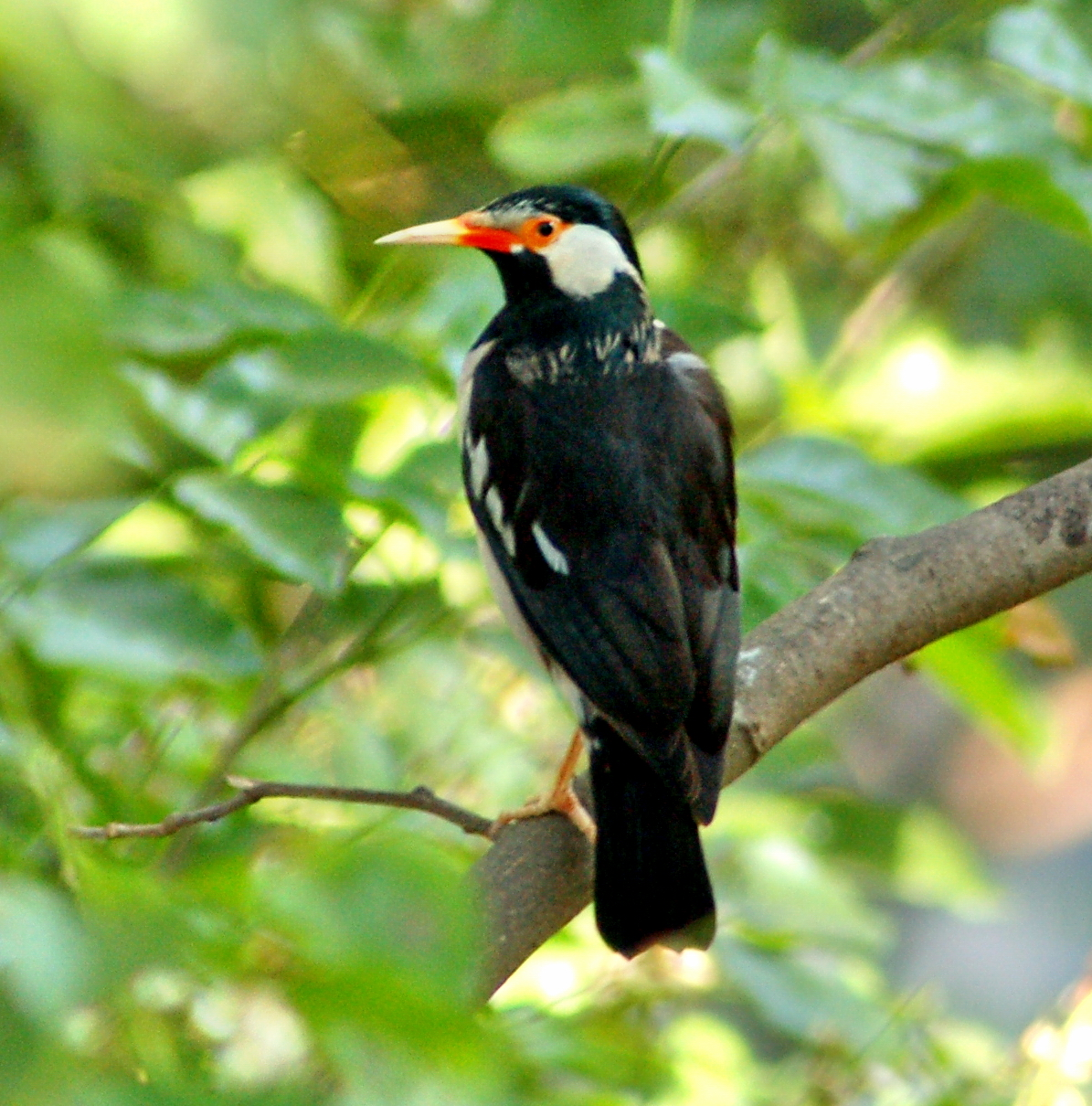
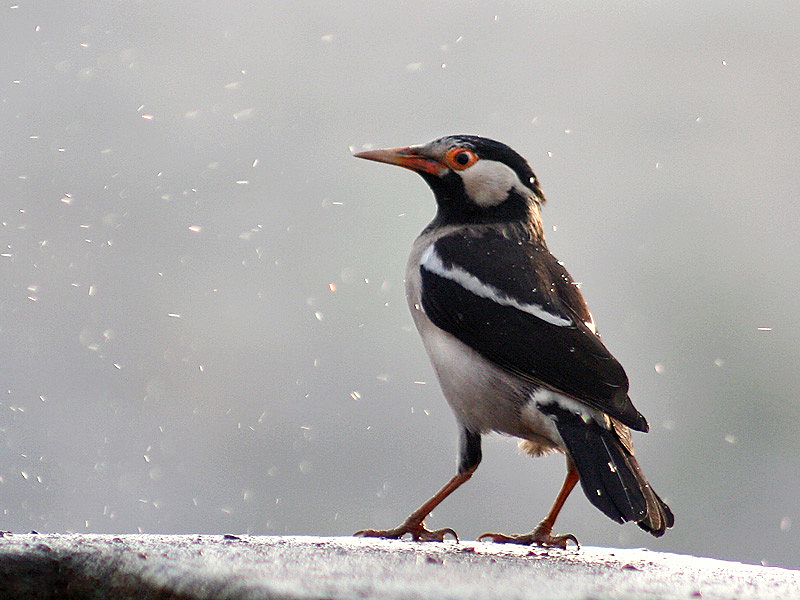